# خواكين غوميز ميرا
خواكين غوميز ميرا (بالإسبانية: Joaquín Gómez Mira)‏ هو طبيب إسباني، ولد في 26 أبريل 1941.